# إكلاين فليج-كريستال باي
إكلاين فليج-كريستال باي (بالإنجليزية: Incline Village-Crystal Bay)‏ هو مكان مخصص للتعداد سابق في مقاطعة واشو ولاية نيفادا في الولايات المتحدة الأمريكية.

## أعلام
- مايك كروفورد